# Marie Sizun
Marie Dahlquist, dite Marie Sizun, est une écrivaine française née en 1940. 

## Biographie
Marie Sizun naît en 1940.
Son nom de plume est celui d'un cap breton.

## Publications
- Le Père de la petite, Arléa, 2005
- La Femme de l'Allemand, Arléa, 2007 ; collection Le Livre de poche (n° 31455), LGF, 2009[3]
- Jeux croisés, Arléa, 2008 ; collection Le Livre de poche (n° 31888), LGF, 2010[4]
- Éclats d'enfance, Arléa, 2009
- Plage, Arléa, 2011
- Un léger déplacement, Arléa, 2012[5]
- Un jour par la forêt, Arléa, 2013
- La Maison-Guerre, Arléa, 2015[6]
- La Gouvernante suédoise, Arléa, 2016 ; collection Folio (n° 6491), Gallimard, 2018[7]
- Vous n'avez pas vu Violette ?, Arléa, 2017[8]
- Les Sœurs aux yeux bleus, Arléa, 2019[9]
- Ne quittez pas!, Arléa, 2020
- La maison de Bretagne, Arléa, 2021[10]
- Les petits personnages, Arléa, 2022[2]
- 10, villa Gagliardini, Arléa, 2024[11]

## Récompenses et distinctions
- 2008 : prix Librecourt pour Le Père de la petite
- 2008 : Grand prix des lectrices de Elle , Catégorie Roman : La Femme de l'Allemand[6]
- 2008 : prix des Lecteurs du Télégramme pour La Femme de l'Allemand
- 2012 : Prix Charles-Exbrayat pour Un léger déplacement
- 2013 : Prix Culture et Bibliothèques pour tous (CBPT) pour Un léger déplacement
- 2017 : Prix Breizh / Prix Bretagne pour La Gouvernante suédoise
- 2018 : Prix de la nouvelle de l'Académie Française pour Vous n’avez pas vu Violette ?
- 2021 : Prix de l’Académie de Bretagne et des Pays de la Loire pour La maison de Bretagne[12]